# Abraham de Moivre
Abraham de Moivre (født 26. maj 1667, død 27. november 1754) var en fransk matematiker, som var flygtning i London, hvor han levede og studerede matematikken under fattige kår. Senere kom han i kredsen om Isaac Newton, og var således med i en periode, hvor matematikken udviklede sig med stormskridt. Han nærede stor interesse for sandsynlighedsregning, men i dag huskes han for de Moivres formel.
- Wikimedia Commons har flere filer relateret til Abraham de Moivre

1. ↑  Navnet er anført på engelsk og stammer fra Wikidata hvor navnet endnu ikke findes på dansk.